# Pokémon Duel
Pokémon Duel (ポケモンコマスター, Pocket Monsters Komasutā) é um jogo de tabuleiro digital gratuito desenvolvido pela Heroz e publicado pela The Pokémon Company. Foi inicialmente lançado para dispositivos Android e iOS no Japão sob o título Pokémon Comaster em abril de 2016. Posteriormente, foi lançado em outros territórios em janeiro de 2017. Em 26 de julho de 2019, a The Pokémon Company anunciou que o jogo encerraria seu serviço em 31 de outubro de 2019.

## Jogabilidade
Pokémon Duel era um jogo de tabuleiro digital gratuito ambientado na franquia Pokémon. A jogabilidade é baseada na Pokémon Trading Figure Game. Dois jogadores usam equipes de seis estatuetas de Pokémon, cada uma com "movimentos" e "habilidades" exclusivos. Ambos os jogadores começam com todas as figuras no "banco" e tentam alcançar um ponto de gol no lado oposto do tabuleiro enquanto evitam que seu oponente faça o mesmo. As figuras podem "batalhar" com outras adjacentes, com batalhas envolvendo roleta-rodas estilizadas com segmentos de tamanhos diferentes a partir dos quais um movimento é escolhido aleatoriamente. Os movimentos têm uma de várias cores, e as cores dos movimentos das figuras em batalha determinam o resultado da batalha. Os movimentos do branco e do ouro causam dano numérico; a figura que gira um valor de dano menor é nocauteada e movida para o "PC", desativando-o temporariamente. Os movimentos roxos, que geralmente dão efeitos de status prejudiciais aos oponentes, vencem os movimentos brancos, mas perdem para os ouro. Os movimentos azuis vencem todas as outras cores, mas geralmente não têm efeito próprio, simplesmente cancelando a batalha. Movimentos "errados" vermelhos perdem para qualquer movimento oposto. As figuras inimigas também podem ser "cercadas" ocupando todos os locais adjacentes; isso derruba a figura cercada sem iniciar a batalha. Os jogadores também podem usar "placas" que fornecem efeitos adicionais para figuras, como lidar com danos adicionais ou movê-los de maneiras não permitidas de outra forma. Um jogador pode selecionar até seis pratos como parte da configuração de seu "baralho" de figuras. Além de atingir o ponto de gol, um jogador também pode vencer forçando seu oponente a esgotar o tempo (5 minutos em um jogo multijogador) ou deixando seu oponente incapaz de fazer um movimento válido em sua vez (a "aguarde vitória").
As figuras têm cinco níveis de raridade; comum (C), incomum (UC), raro (R), EX e UX.
Os números podem ser obtidos com uma moeda comprada no jogo conhecida como gemas, geralmente comprando reforços de maneira semelhante à gacha. As figuras podem ser melhoradas fundindo-as com outras figuras e itens, usando outra moeda do jogo conhecida como moedas no processo. O jogo oferece jogabilidade multijogador online junto com uma campanha um jogador onde o jogador participa do "Pokémon Figure World Championships". Para multijogador, o jogador tem classificações gerais e mensais que são aumentadas por vitórias e reduzidas por derrotas, usando um sistema de classificação Elo. Independentemente do modo escolhido, o jogo requer uma conexão constante com a Internet para jogar.

## Sinopse
Na linha de missões para um jogador, o jogador é um participante do Campeonato Mundial de Figuras Pokémon realizado na Ilha de Carmonte, que hospeda uma grande quantidade de hotéis. Usando uma máscara durante toda a competição, o jogador faz amizade com vários outros competidores, incluindo Luca (que atuou como guia tutorial, e mais tarde se tornou dono de um hotel) e Sharon (que acompanhava o jogador). Ao longo do desafio, o progresso do jogador é seguido por um grupo conhecido como família Roger, que observou o aparentemente sensível AI do jogador chamado Carlo. No final do serviço em 2019, apenas 6 dos 10 hotéis mostrados no jogo foram desbloqueados.

## Desenvolvimento e lançamento
Pokémon Duel foi desenvolvido pela empresa japonesa Heroz e publicado pela The Pokémon Company. O jogo foi anunciado em março de 2016 como Pokémon Comaster para o Japão. Comaster foi lançado para dispositivos Android em 12 de abril de 2016, e dispositivos iOS em 19 de abril de 2016. O jogo foi lançado posteriormente em outros territórios sob o título Pokémon Duel em 24 de janeiro de 2017.
Em julho de 2019, a The Pokémon Company anunciou que o serviço para Pokémon Duel seria descontinuado em 31 de outubro de 2019.